# M9 (Ierland)
De M9 (Engels: M9 Motorway / Iers: Mótarbhealach M9) is een autosnelweg in Ierland met een lengte van 112 kilometer. Het is een onderdeel van de nationale primaire weg N9. De weg loopt van Kilcullen naar Waterford. De M9 werd in delen aangelegd tussen 1994 en 2010; het laatste deel werd geopend op 9 september 2010.